# Shirley's Wild Accordion
Shirley's Wild Accordion è una composizione Lennon-McCartney, registrata per il film Magical Mystery Tour del 1967, poi scartata.

## Descrizione

### Composizione e registrazione
Shirley's Wild Accordion non è ufficialmente una canzone dei Beatles. John Lennon e Paul McCartney composero una melodia che venne trascritta per fisarmonica da Mike Leander e suonata da Shirley Evans, per la quale venne scritto il pezzo; la Evans sperava di acquisire fama con esso, ma, per la mancata pubblicazione, ciò non avvenne. La canzone venne registrata il 12 ottobre 1967 agli studi De Lane Lea di Londra dopo che il gruppo aveva registrato delle takes di Blue Jay Way, sotto la produzione di John Lennon. Per il brano, provvisoriamente intitolato Accordion (Wild), vennero registrate otto tracce di base che videro anche McCartney alle maracas e Ringo Starr alla batteria; dopo due riduzioni, numerate nove e dieci, vennero incise varie sovraincisioni, su nastri numerati dall'undici al quindici. Ci furono tre mixaggi per la traccia, nella stessa seduta di registrazione, basati sui nastri 10, 7 e 14; il secondo aveva come sottotitolo Waltz (dal nastro 7), mentre il terzo Freaky Rock (dal nastro 14). La sessione terminò alle due del mattino del 13 ottobre.

### Pubblicazione
Scartata anche dall'album Magical Mystery Tour la traccia venne pubblicata ufficialmente nel 2012, come materiale aggiuntivo per la ristampa del film Magical Mystery Tour. La versione pubblicata non comprende la parte di batteria e di maracas, ma conserva le altre percussioni.

## Formazione
- Shirley Evans: fisarmonica
- Reg Wale: percussioni
- Paul McCartney: urla, maracas
- Ringo Starr: batteria[1]